# San Marco dei Cavoti
San Marco dei Cavoti ist eine Gemeinde in Italien in der Region Kampanien in der Provinz Benevent mit 2941 Einwohnern (Stand 31. Dezember 2023). Sie ist Mitglied der Bergkommune Comunità Montana del Fortore.

## Lage

Lage von San Marco dei Cavoti in der Provinz Benevento

Der Ort liegt etwa 30 km nordöstlich der Provinzhauptstadt Benevent. Die Nachbargemeinden sind Baselice, Colle Sannita, Foiano di Val Fortore, Molinara, Pago Veiano, Pesco Sannita, Reino und San Giorgio La Molara.